# Античи Маттеи, Руджеро Луиджи Эмидио
Руджеро Луиджи Эмидио Античи Маттеи (итал. Ruggero Luigi Emidio Antici Mattei; 23 марта 1811, Реканати, Папская область — 21 апреля 1883, Рим, королевство Италия) — итальянский куриальный кардинал. Секретарь Священной Консисторской Конгрегации и секретарь Священной Коллегии кардиналов с 1850 по 1875. Титулярный латинский патриарх Константинопольский с 8 января 1866 по 17 сентября 1875. Генеральный аудитор Апостольской Палаты с 31 марта по 17 сентября 1875. Кардинал in pectore с 15 марта по 17 сентября 1875. Кардинал-священник с 17 сентября 1875, с титулом церкви Сан-Лоренцо-ин-Панисперна с 28 января 1876.